# Pfarrkirche Silbertal

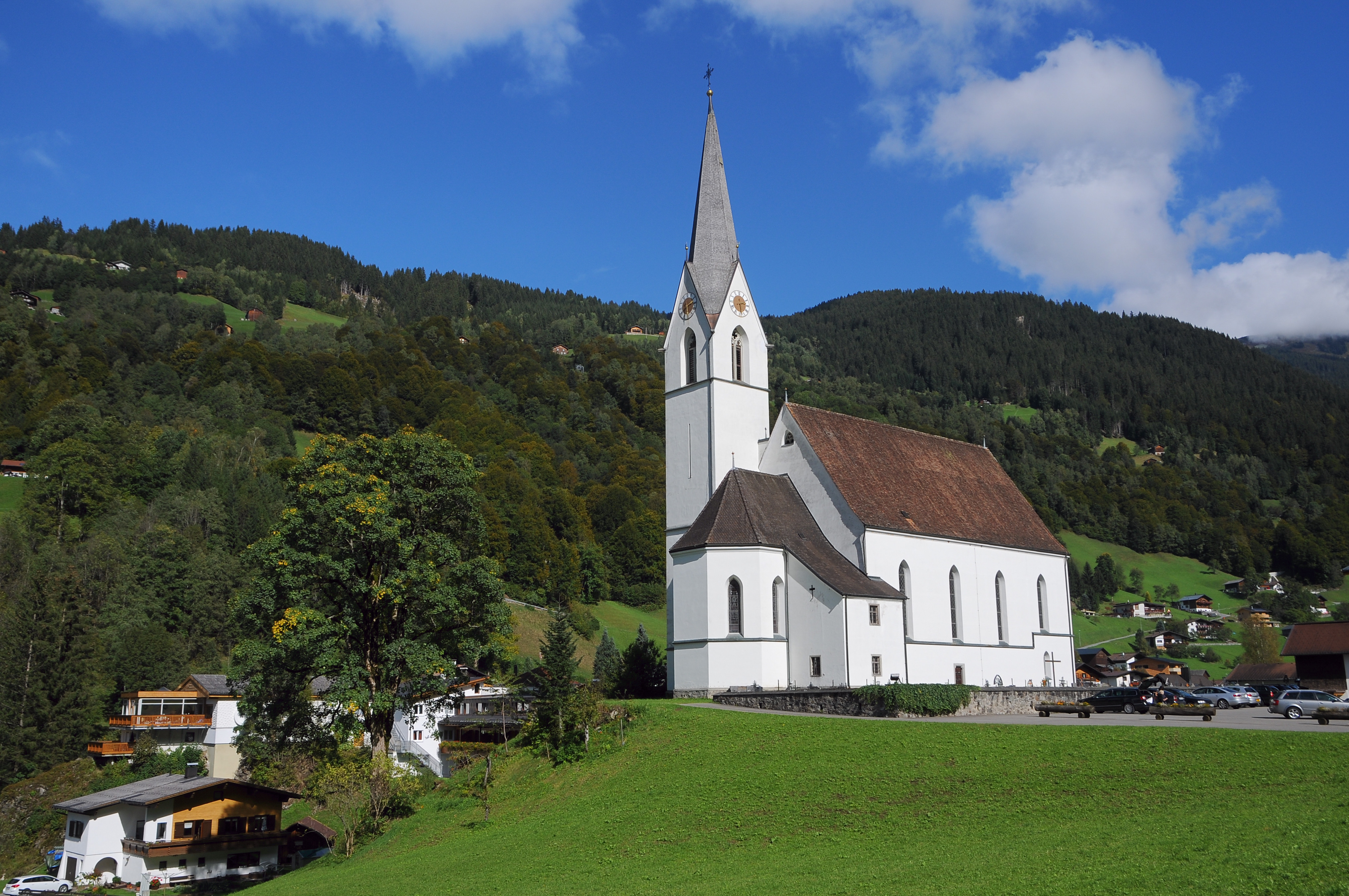
Pfarrkirche Silbertal von Südwesten

Die Pfarrkirche Silbertal ist die römisch-katholische Pfarrkirche in der österreichischen Gemeinde Silbertal.

## Geschichte
Die Vorgängerkirche ist als Filialkirche der Pfarrkirche Bartholomäberg als St. Nikolaus im Muntafune und St. Nikolaus im Silberberg überliefert, da der Ortsname Silbertal erst im 17. Jahrhundert festgelegt wurde. Es war die Kirche der Walser, die um 1300 eingewandert sind, und noch unbewohnte steile Wälder rodeten und besiedelten. Am 21. April 1332 weihte Bischof Ulrich von Chur die Kirche auf die Heiligen der Walser St. Nikolaus und St. Mauritius. Diese Kirche war 1478 baufällig geworden und musste von Grund auf erneuert werden.
Auf dem Vorplatz der Kirche, rechts vor der Friedhofsmauer, befand sich von 1968 bis 2009 das Kriegerdenkmal der Gemeinde Silbertal zum Gedenken an die im Ersten und Zweiten Weltkrieg gefallenen Söhne des Ortes. Im Zuge einer geschichtlichen Aufarbeitung zu einem bei den Namensinschriften der Gefallenen mitgenannten NS-Täter wurde das Denkmal von der Gemeinde im Juni 2009 entfernt und an seiner Stelle ein Erinnerungsplatz geschaffen.
→ Siehe Hauptartikel Kriegerdenkmal Silbertal

## Kirche
An der Stelle der aufgrund des Bevölkerungszuwachses zu klein gewordenen Vorgängerkirche wurde unter dem Pfarrer Adolf Nachbauer nach den Plänen von Friedrich von Schmidt, als Spätwerk dieses Architekten im frühgotischen Stil, unter der Leitung von Baumeister Fidel Kröner aus Feldkirch von 1892 bis 1893 die heutige Pfarrkirche errichtet und am 12. Oktober 1893 von Weihbischof Zobl geweiht.
Mit 57 Metern ist ihr Turm der mit Abstand höchste des Montafons. Als einzige der 19 Monafoner Kirchen befindet ihr Haupteingang sich an der Ostseite.

## Ausstattung
Die Kanzel ist eine Arbeit des Bildhauers Moriz Schlachter aus Ravensburg. Hochaltar, wie auch Herz-Jesu-Altar und Mutter-Gottes-Altar als Seitenaltäre, sind von August Valentin in Brixen gefertigt und wurden von 1909 bis 1911 aufgebaut. Die Orgel baute 1903 Anton Behmann aus Schwarzach. Die Kollaudierung der Orgel fand am 12. November 1903, einem Silbertaler Feiertag verbunden mit einem vormittägigen und nachmittägigen Gottesdienst, mit den Kollaudoren Beda Öser, Pfarrer in Blons und Schulleiter Wanderer aus Schruns statt.
Das 1899 aufgehängte Bronzegeläut wurde bereits 1916 zum Einschmelzen für die Rüstungsproduktion beschlagnahmt. Seit 1923 besteht das Geläut aus vier Stahlglocken der Böhler-Werke Kapfenberg mit den Schlagtönen c'– e'– g'– a'.

## Galerie

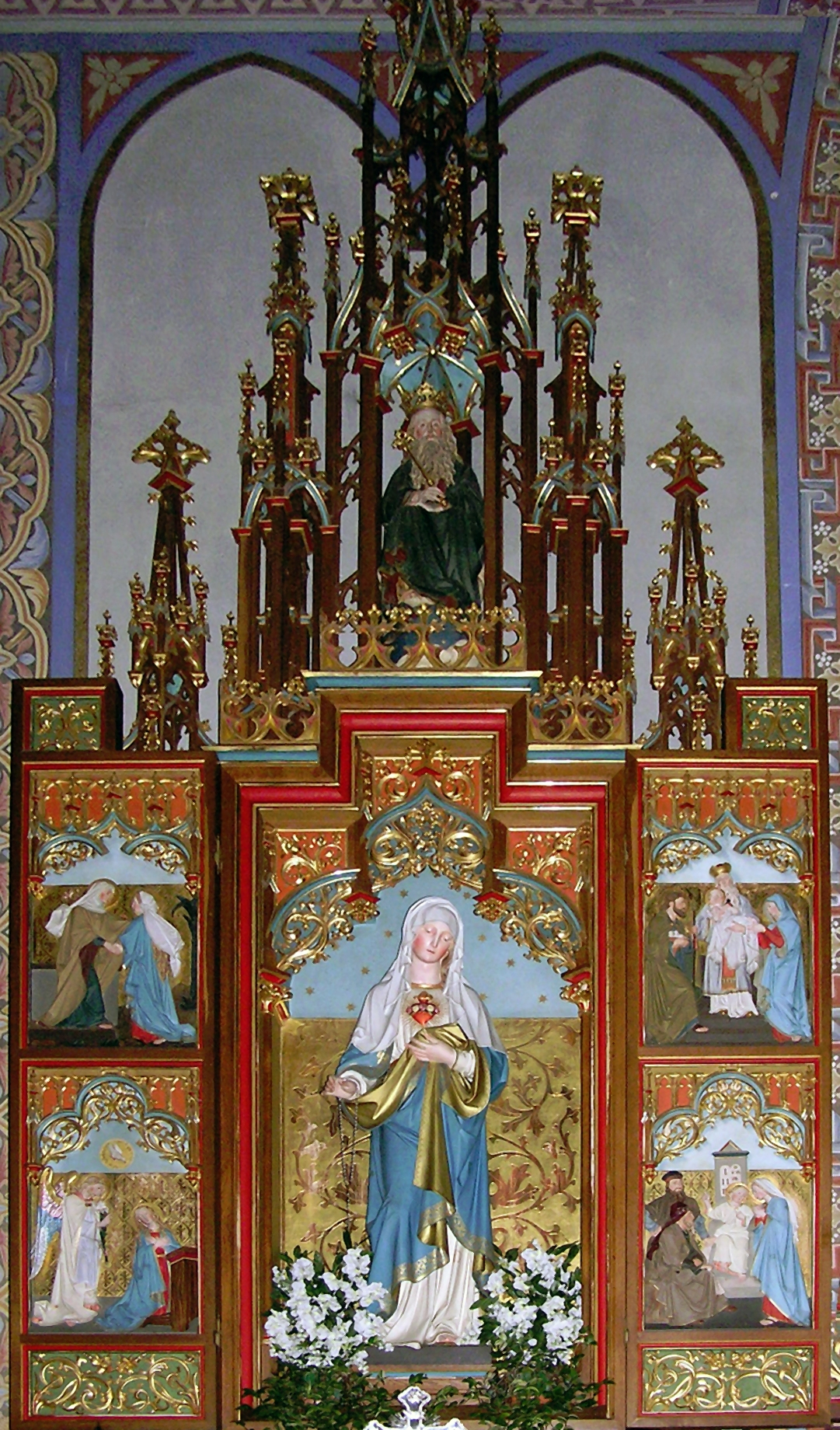
Ansicht des Seitenaltars Mutter-Gottes-Altar
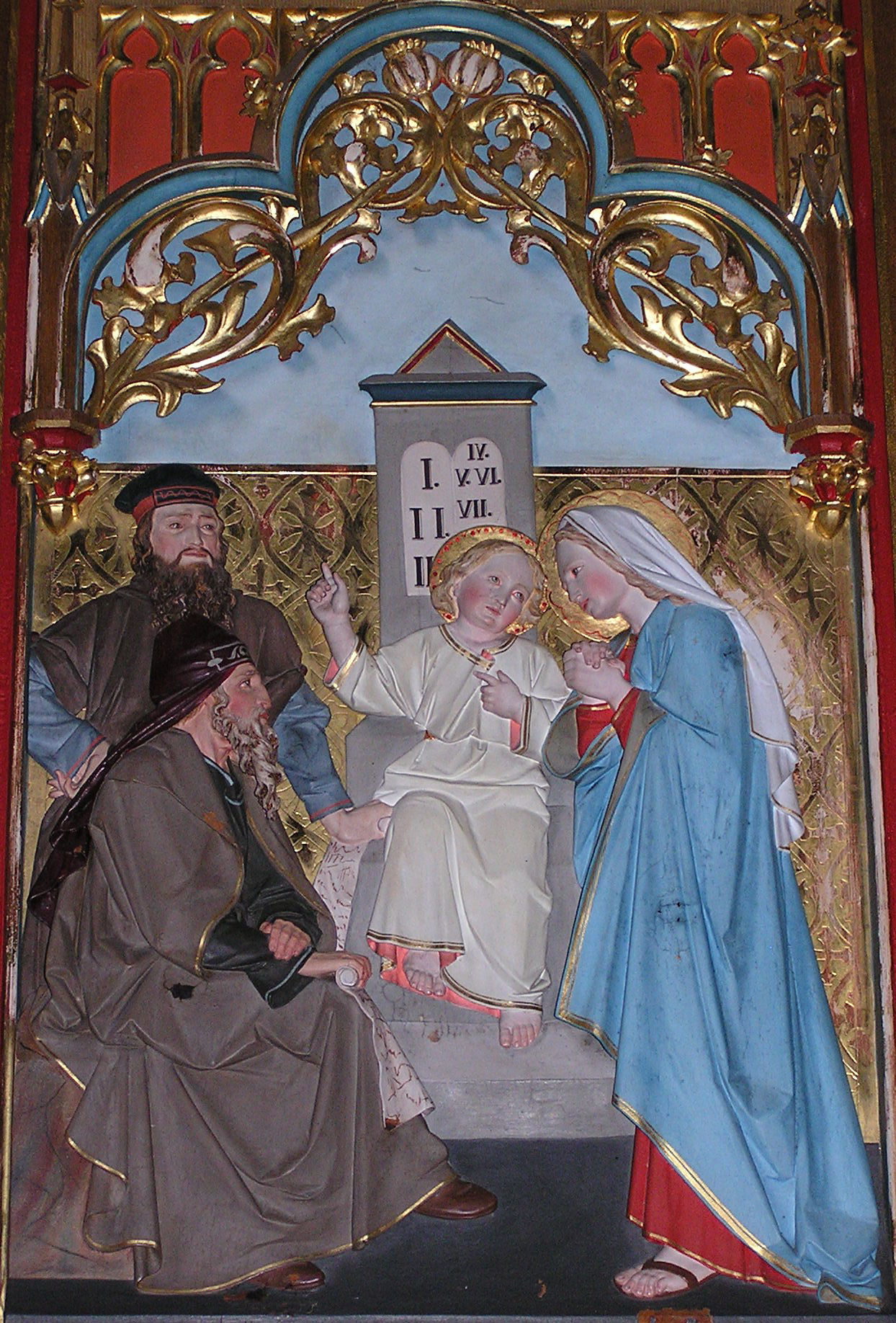
Unteres Einzelbild im rechten Flügel des Mutter-Gottes-Altars
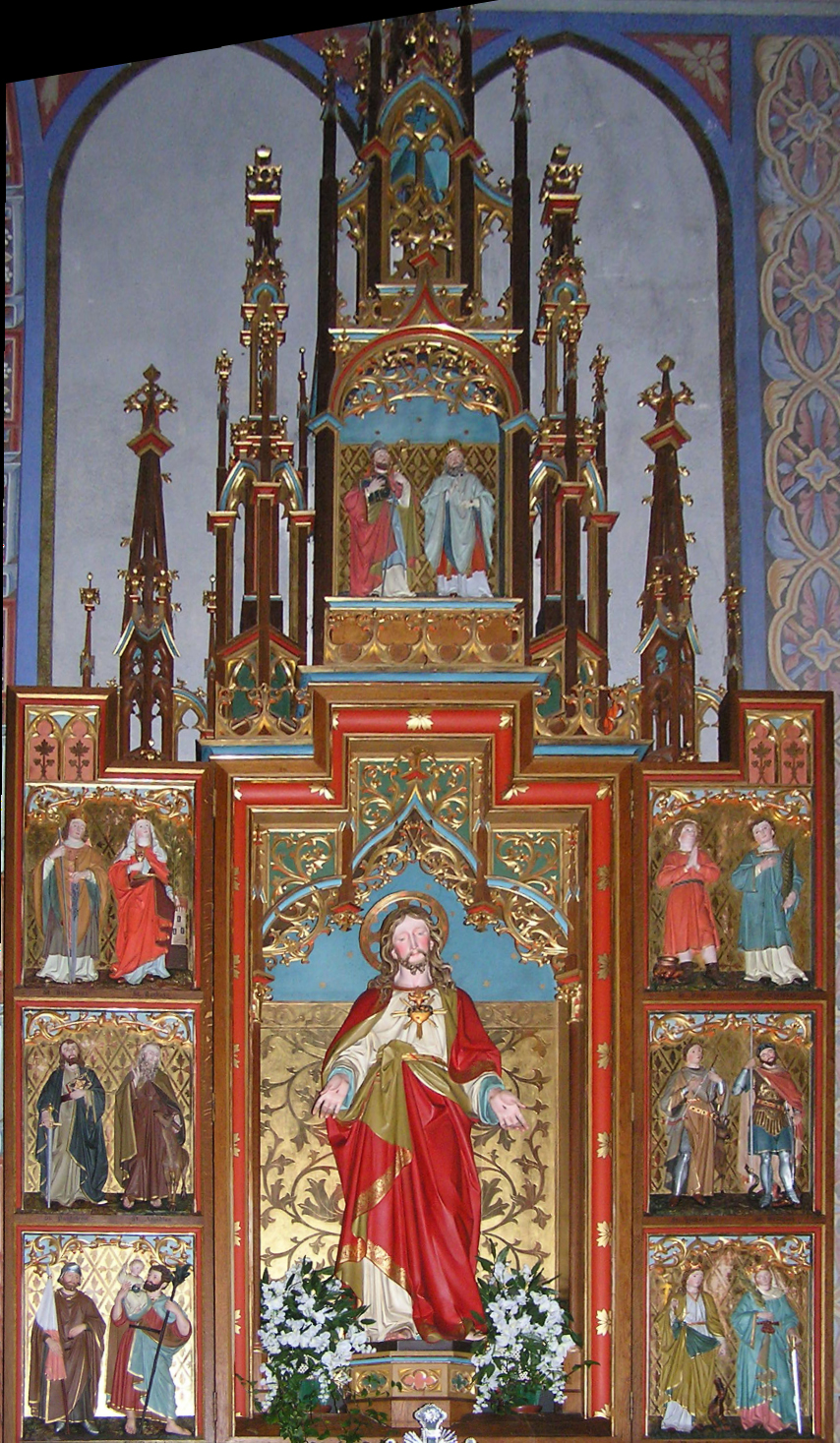
Ansicht des Seitenaltars Herz-Jesu-Altar
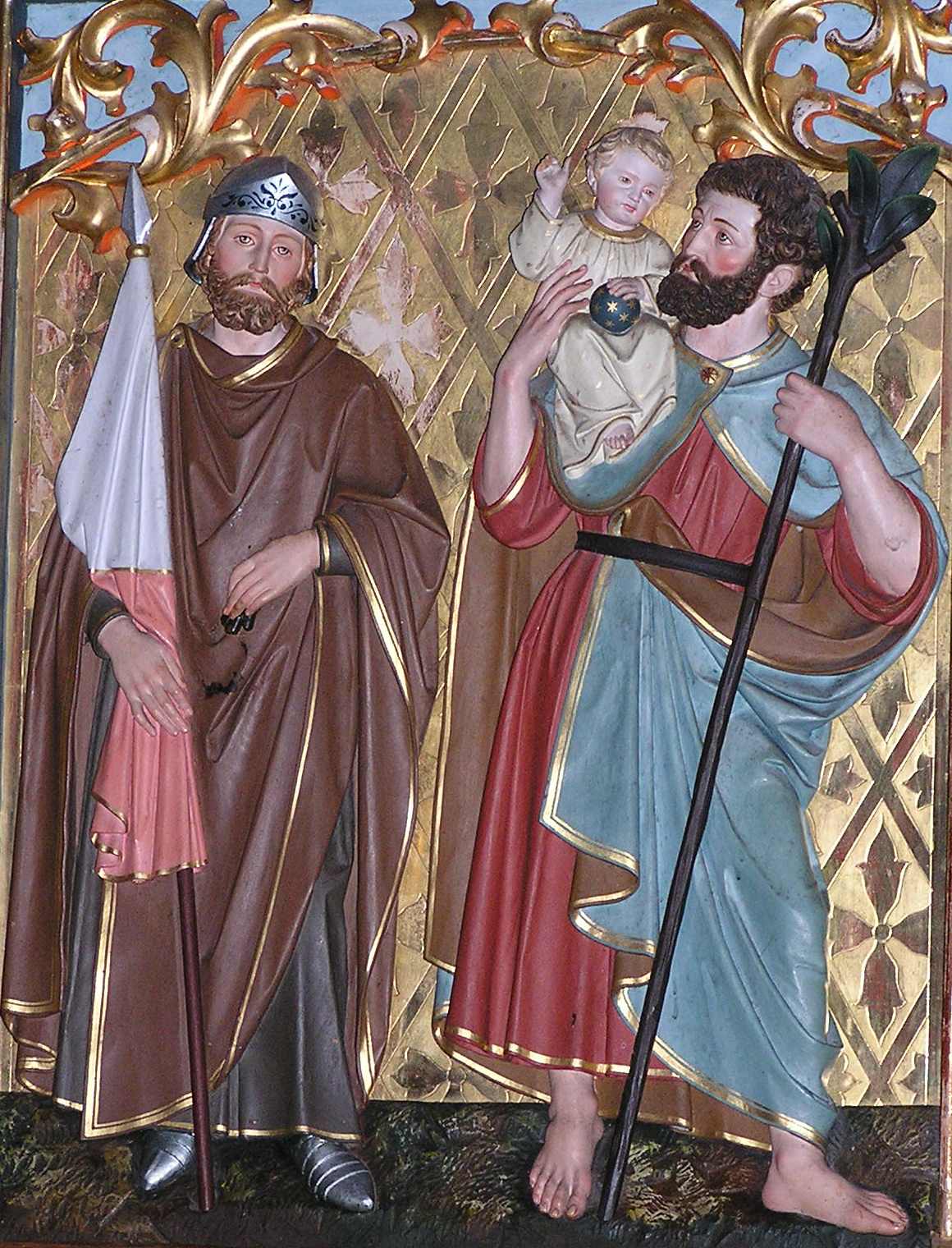
Unteres Einzelbild im linken Seitenflügel des Herz-Jesu-Altars
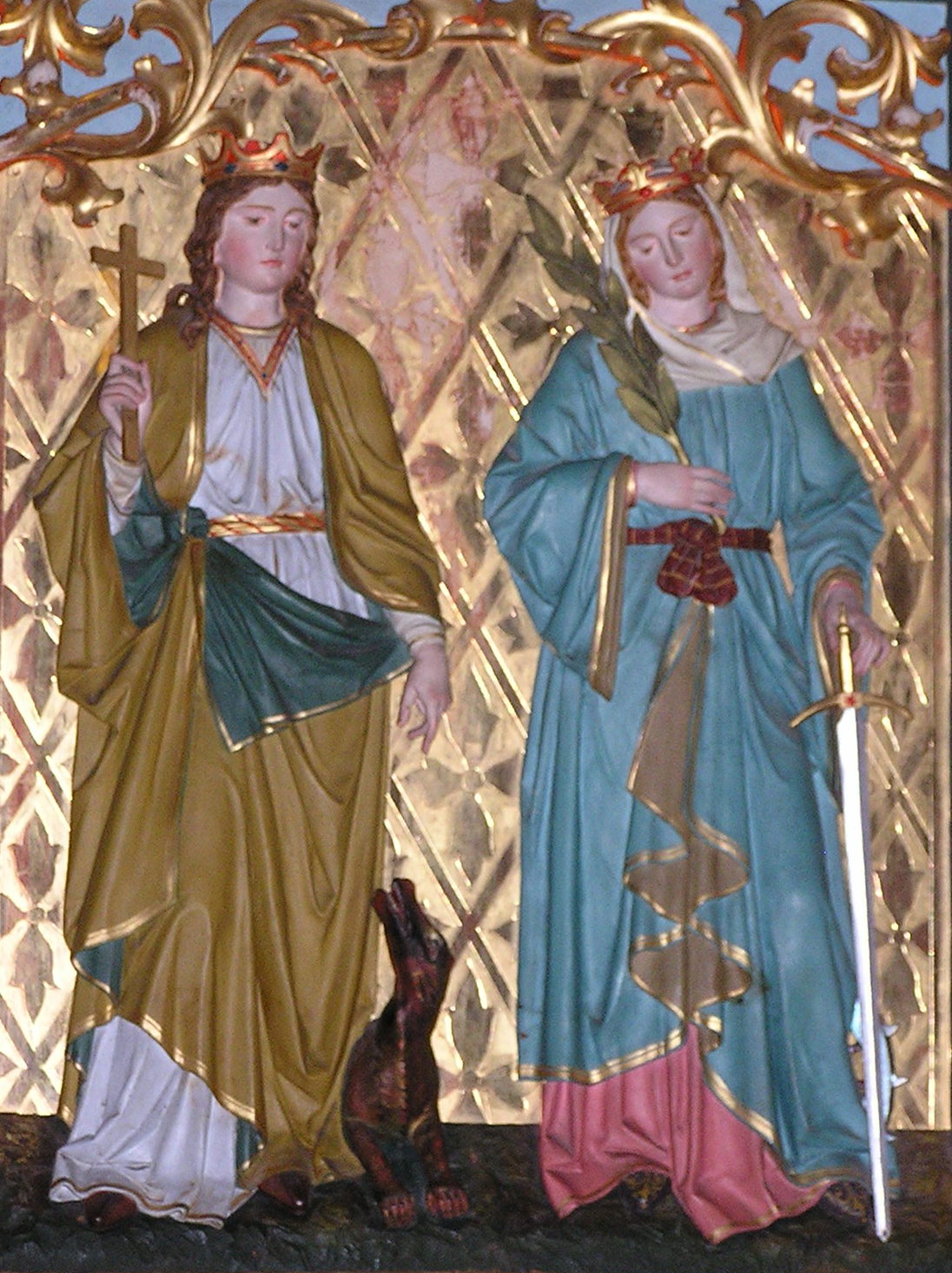
Unteres Einzelbild im rechten Seitenflügel des Herz-Jesu-Altars
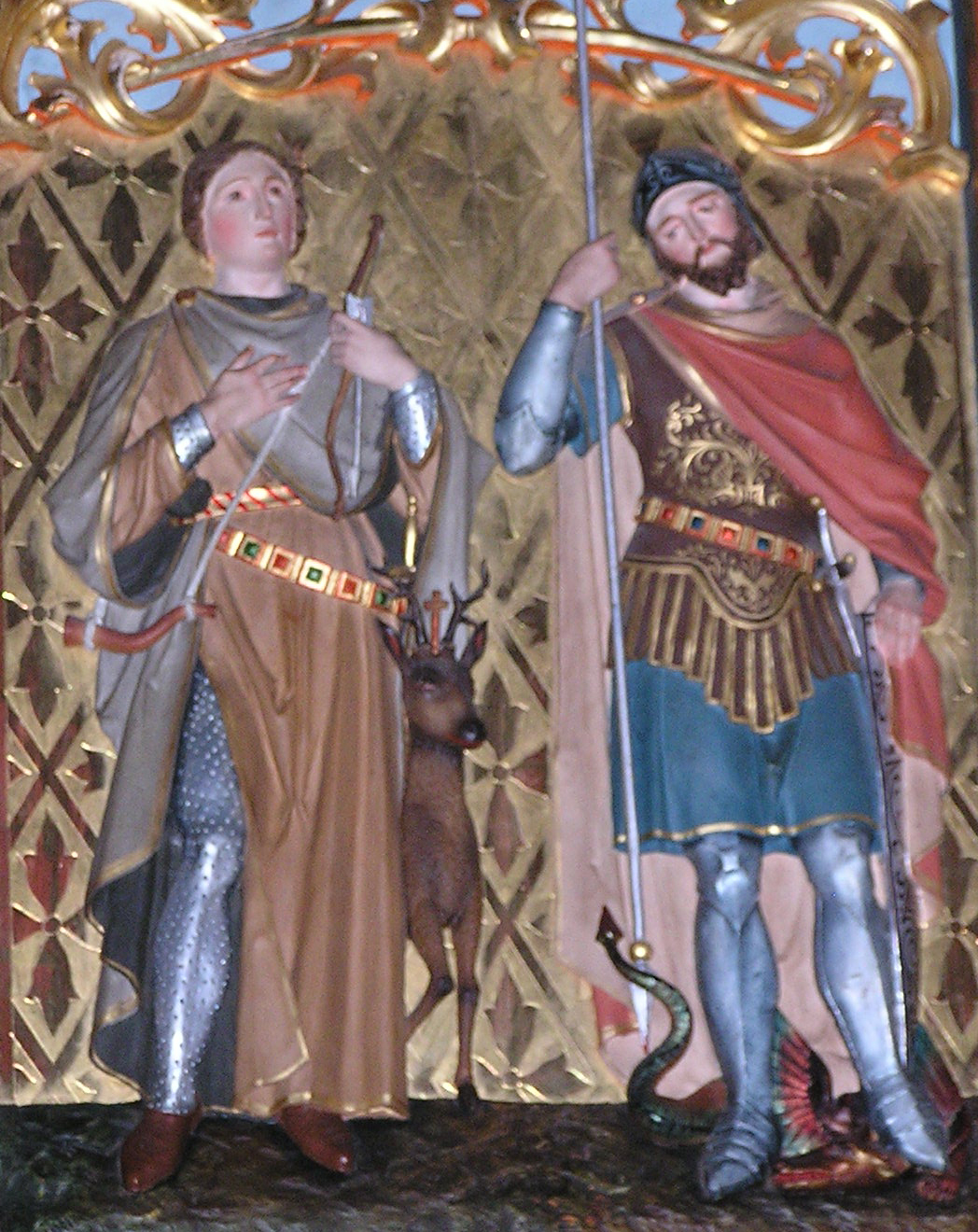
Mittleres Einzelbild im rechten Seitenflügel des Herz-Jesu-Altars